# Nisaetus lanceolatus
Nisaetus lanceolatus е вид птица от семейство Ястребови (Accipitridae).

## Разпространение
Видът е разпространен в Индонезия.